# طرح مالکیت سهام کارکنان
طرح مالکیت سهام کارکنان (انگلیسی: Employee stock ownership plan) طرحی است بین کارکنان و واحد تجاری که به موجب آن نیروی کار شرکت در منافع مالکانهٔ واحد تجاری سهیم می‌شود. در این طرح، شرکت‌ها سهام خود را به کارکنان خود، و اغلب بدون هیچگونه تحمل هزینه اضافی، عرضه می‌نمایند. در واقع، طرح تملک سهام کارکنان، بخشی از پاداش کارکنان به ازای خدمات آن‌ها می‌باشد. سهام‌های اختصاص یافته به کارکنان ممکن است تا زمان بازنشستگی یا خروج کارکنان از شرکت، نزد امین طرح نگهداری شود. سپس، این سهام برای انشار مجدد یا ابطال بوسیلهٔ شرکت بازخرید می‌شود.